# Bock Bisztró
A Bock Bisztró étterem volt Budapesten, az Erzsébet körúton. Nevét Bock József villányi borászról kapta, aki az alapító tulajdonosok egyike. 2004-2021 között működött.

## Történelem
Az étterem 2004. augusztus 30-án kezdett működni; a hivatalos megnyitóra szeptember 21-én került sor.
2011. október 14-én megnyílt a franchise rendszerben működő Bock Bistro Copenhagen Koppenhágában, ahol az ételek legalább 70, a borok 60%-ban megegyeznek a budapesti étterem kínálatával.
2021-ben a Covid19 járvány következtében bezárt.

## Ételek
Az étterem konyhája magyaros: klasszikus előétel például a kolbászos lecsó piros lábasban, de folyamatosan változó kínálatban szerepelt már többek között hideg libamáj zsírjában, ökörpofa retro, zsenge karalábéval dúsított rizottó vargányás kacsanyelvvel, zúzás rizottó szarvasgombaolajjal, székelykáposzta rezgős csülökkel, borjúvesés és mentás tejberizs. Három fogás átlagára 5000 Ft körül alakul.
Viszonylag egyszerű, de karakteres alapanyagokkal dolgozik, házias egyszerűséggel érve el gyakran rafinált ízharmóniát.

## Személyzet
Az étterem séfje Bíró Lajos, aki 2004-ig főállásban, ezután pedig egy ideig a Bock Bisztróval párhuzamosan a Múzeum Kávéház és Étteremben dolgozott séfként és társtulajdonosként.

## Díjak, elismerések
A Bock Bisztró kapta 2008-ban a Dining Guide Év Étterme díját.
A 2011-es Gault Millau Ausztria étteremkalauzban 14 pontot kapott (az elméleti maximum 20 pont), amit a 2012-es kiadásban is megtartott.
Az Alexandra Kiadó Étteremkalauza 20 pontos rendszerében 2010-ben 13, 2011-ben 13,5 pontra értékelte.